# Catedrala Saint Patrick din New York
Catedrala Sfântul Patrick (în engleză St. Patrick’s Cathedral) este o biserică romano-catolică din SUA, sediul Arhiepiscopiei de New York, fiind situată pe 50th Street și Fifth Avenue in Manhattan, vizavi de Rockefeller Center. 

## Istoric
Terenul pe care este construită actuala catedrală a fost cumpărat la data de 6 martie 1810 cu suma de 11.000 dolari, cu scopul de a clădi o școală catolică iezuită. Școala a fost vândută în anul 1813 abatelui Augustin LeStrange, care fiind prigonit în Franța s-a refugiat în America. După căderea lui Napoleon călugării trapiști se reîntorc în Franța în 1814 și restituie terenul diecezei catolice din New York. Această episcopie a fost întemeiată de papa Pius al IX-lea la data de 19 iulie 1850 sub egida episcopului John Joseph Hughes care inițiază construirea unei catedrale noi, cea veche fiind distrusă de un incendiu în anul 1866. Pentru amănunte legate de vechea catedrală vezi: St. Patrick's Old Cathedral.
Catedrala nouă a fost terminată în anul 1878 fiind una din cele mai vechi biserici din New York. Cea mai veche biserică romano-catolică din oraș este Trinity Church, cu serviciu religios în limbile engleză și spaniolă.

## Galerie de imagini

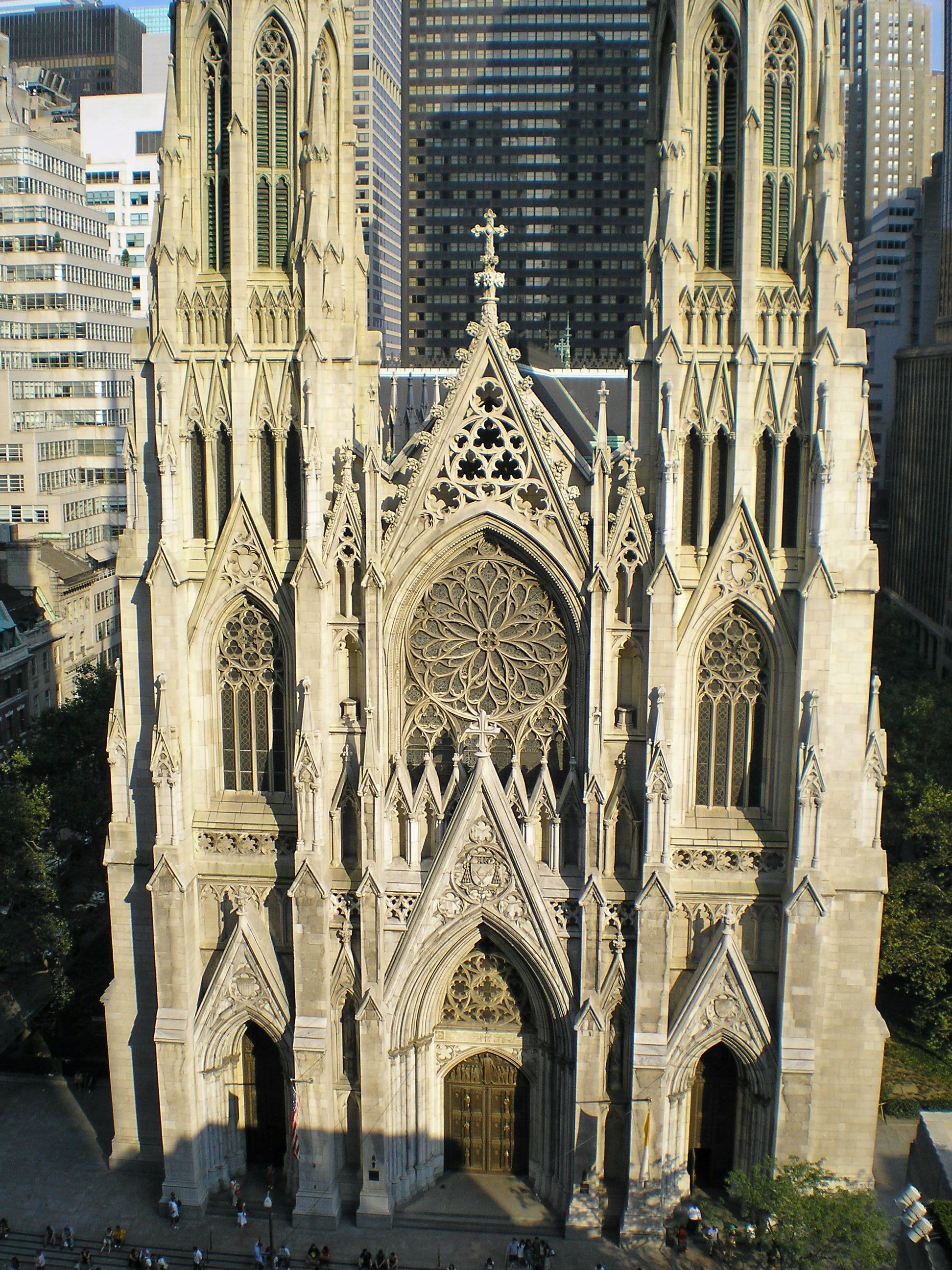
Fațada
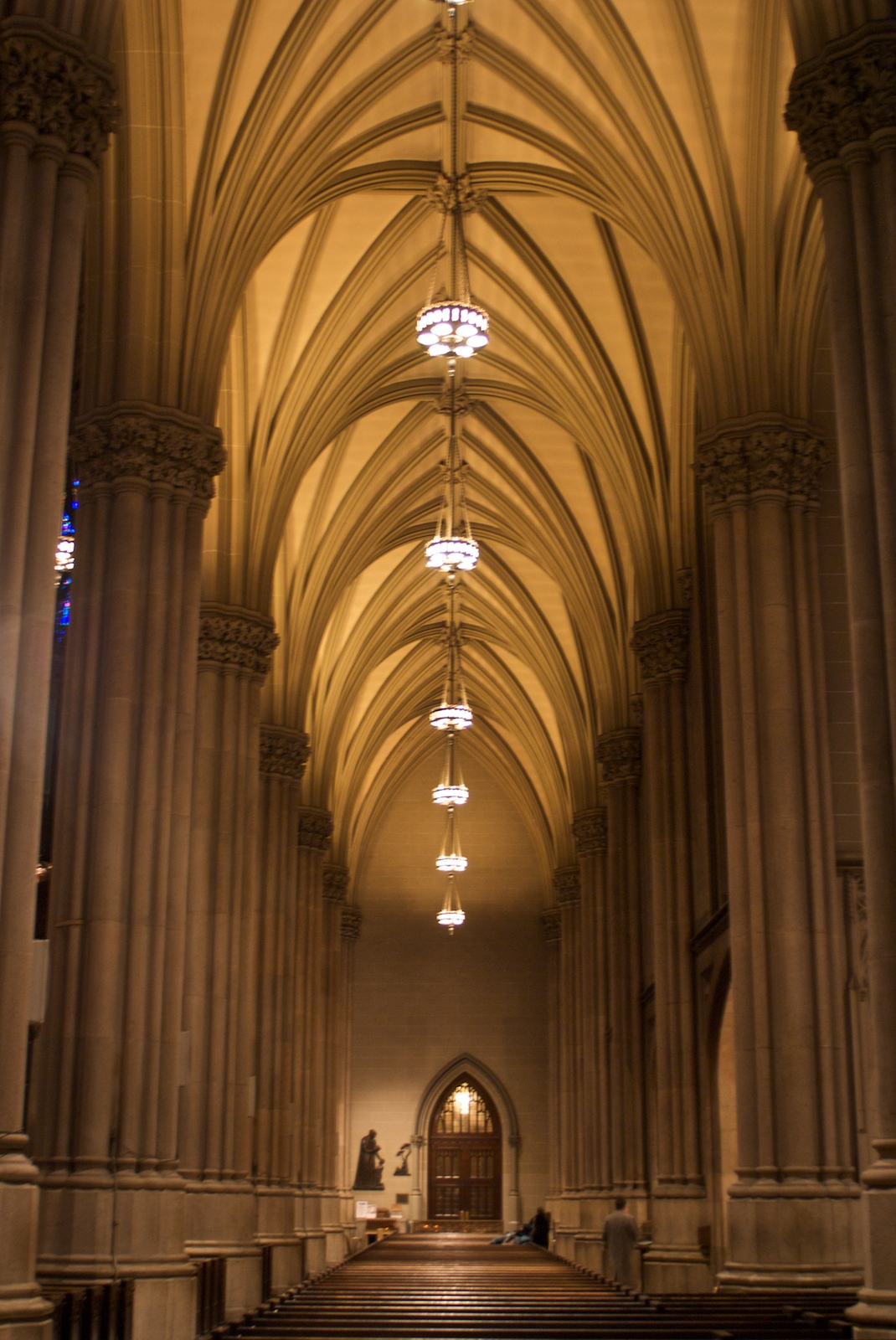
Vedere din interior
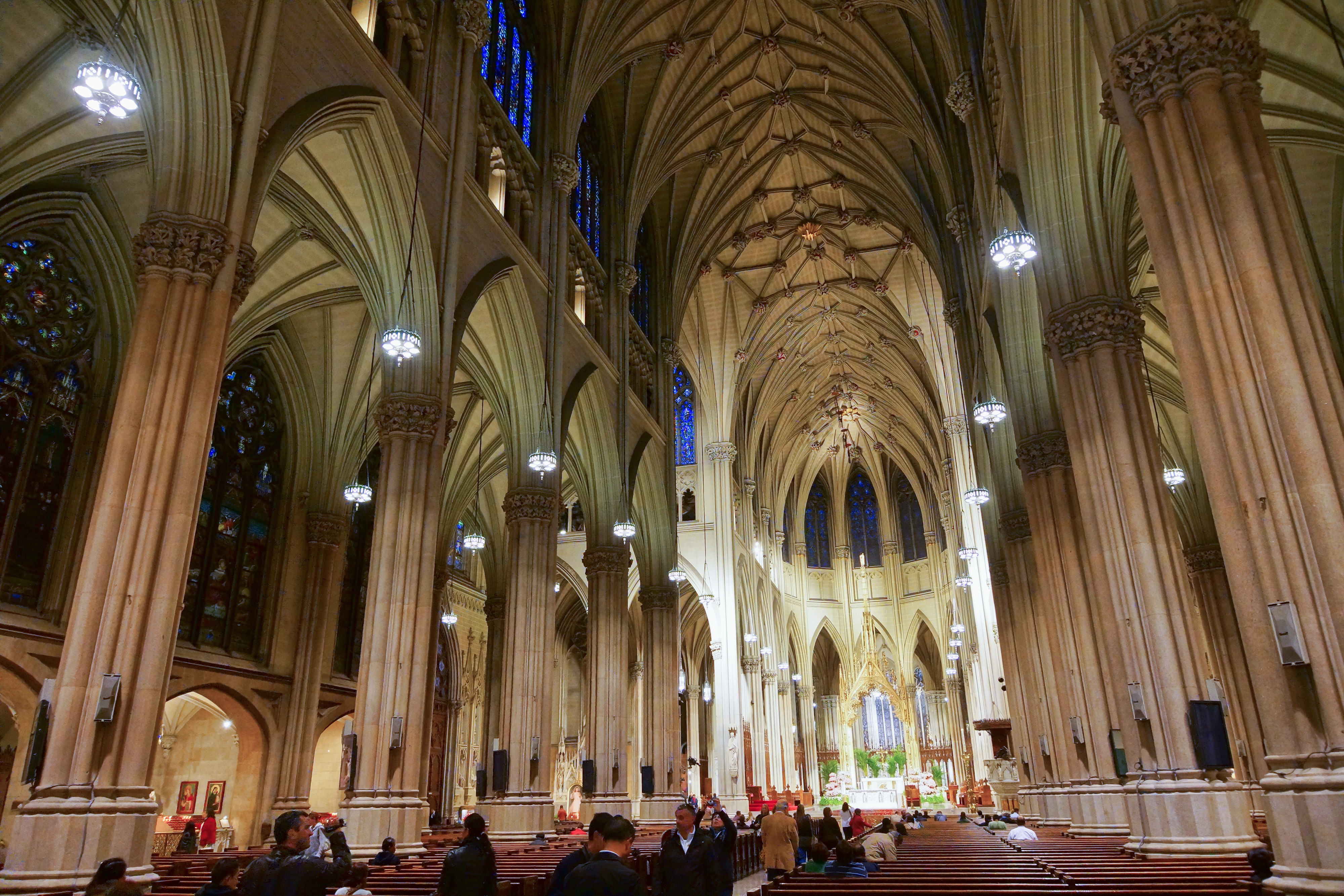
Interior
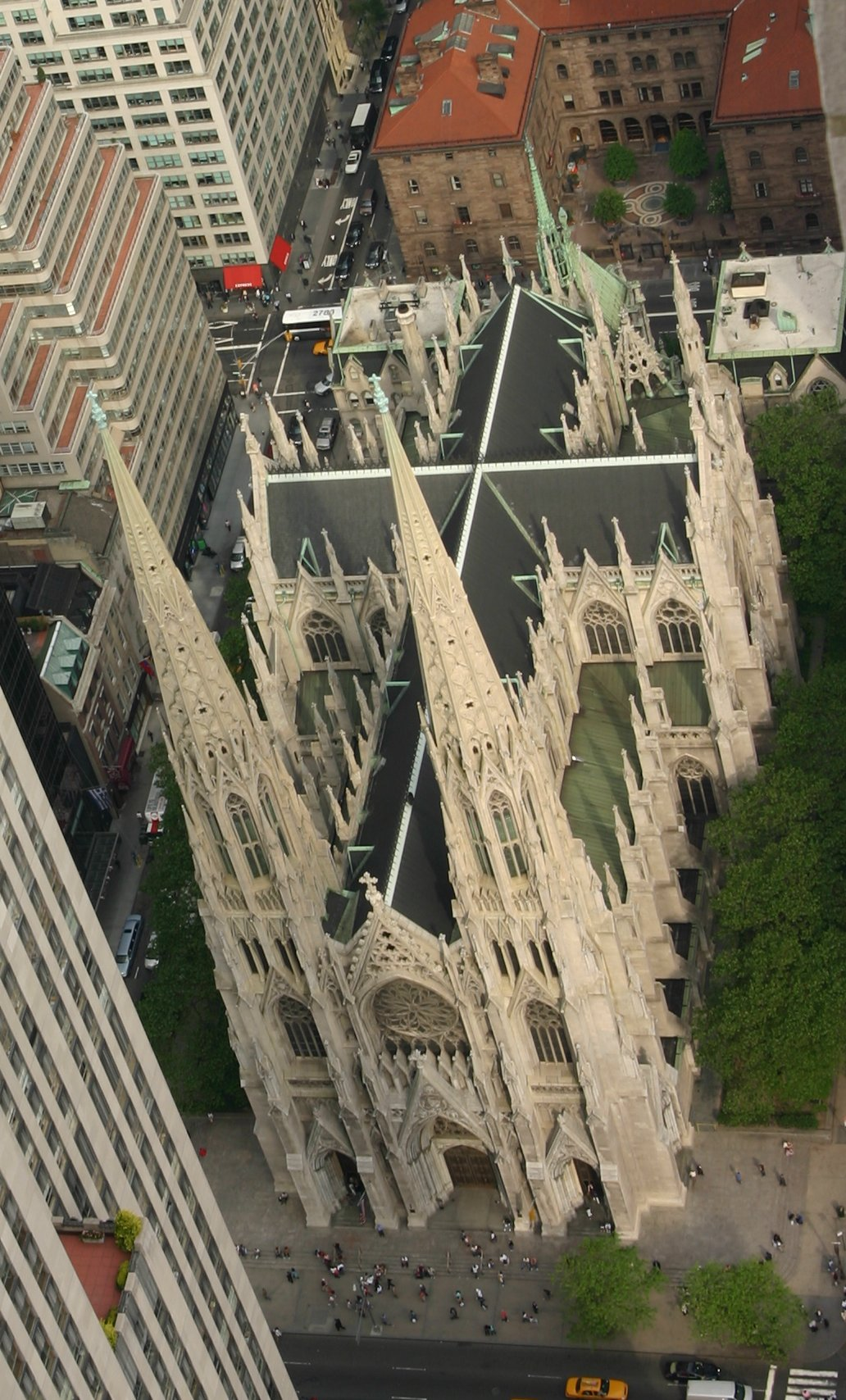
Vedere din exterior